# Atoposmia oregona
Atoposmia oregona är en biart som först beskrevs av Michener 1943.  Atoposmia oregona ingår i släktet Atoposmia och familjen buksamlarbin. Inga underarter finns listade i Catalogue of Life.